# خوان بنلوچ آی ویوو
خوان بنلوچ آی ویوو (انگلیسی: Juan Benlloch i Vivó؛ ۲۹ دسامبر ۱۸۶۴ – ۱۴ فوریهٔ ۱۹۲۶) کشیش و کاردینال اسپانیایی کلیسای کاتولیک بود که از سال ۱۹۱۹ تا زمان مرگ به عنوان اسقف اعظم بورگوس خدمت کرد.